# Hammarby IP
Hammarby IP, även känd som Kanalplan, är en idrottsplats på Södermalm i Stockholm med fotbollsplan i konstgräs. Anläggningen är belägen mellan Bohusgatan, Tullgårdsgatan, Södermannagatan och Stora Blecktornsparken. Arenan utgör idag hemmaarena för Hammarby IF:s damlag i fotboll, Hammarbys talanglag HTFF och FC Stockholm.

## Historia
Hammarby idrottsplats invigdes den 12 september 1915 inför drygt ett tusen åskådare innan en match mellan Hammarby och Johanneshofs IF av Gustav V. Första matchen, mellan Klara SK och IK City, hade dock spelats redan den 1 augusti. Idrottsplatsen var Hammarby fotbolls hemmaplan mellan 1915 och 1939. 
Här spelade Hammarby IF även sina hemmatcher i bandy och ishockey fram till 1950-talet.
Publikrekordet i ishockey sattes i seriefinalen 1950 mot Södertälje inför 6 700 betalande. Den sista hockeymatchen på anläggningen gästade IK Göta inför drygt 3 000 åskådare, en match som "Bamsingarna" vann med 6-2.
Idrottsplatsen hyrdes ut till speedwaymatcher för Monarkerna och Getingarna. Trots att grannarna protesterade byggdes en speedwaybana runt Kanalplan 1947. Hammarby fotboll låg i division IV och klubben hade ansträngd ekonomi var anledningen.